# نيل جيمس
نيل جيمس (بالإنجليزية: Neil James)‏ هو لاعب دوري الرغبي أسترالي، ولد في 14 فبراير 1961 في كاسلفورد ‏ في المملكة المتحدة، وتوفي في 17 ديسمبر 2014.